# Si vis pacem, para iustitiam
Si vis pacem, para iustitiam è una locuzione latina che significa letteralmente "Se vuoi la pace, prepara la giustizia". È un detto che richiama evidentemente il motto, più conosciuto -e più disincantato- Si vis pacem para bellum ("Se vuoi la pace tieniti pronto alla guerra").
Il motto Si vis pacem, para iustitiam sarebbe inciso sulla facciata del palazzo di giustizia dell'Aia.